# تود هوارث
تود هوارث (بالإنجليزية: Todd Howarth)‏ (25 يناير 1982 ببرث في أستراليا - ) هو لاعب كرة قدم أسترالي في مركز الوسط. لعب مع برسيب باندونغ ونادي برث غلوري ونادي برث وBayswater City SC ‏.

## وصلات خارجية
- تود هوارث على موقع قاعدة بيانات كرة القدم.إي يو (الإنجليزية)
- تود هوارث على موقع عالم كرة القدم.نت (الإنجليزية)